# Verseau
Aquarius
Pour l’article ayant un titre homophone, voir Verso.
Pour les articles homonymes, voir Verseau (homonymie), Aquarius et Aqr.
Le Verseau, ou Porteur d’eau, est une constellation du zodiaque traversée par le Soleil du 16 février au 11 mars. Dans l'ordre du zodiaque, la constellation se situe entre le Capricorne à l'ouest et les Poissons à l'est. Verseau était l’une des 48 constellations identifiées par Ptolémée.
Elle est parmi les constellations les plus vieilles du ciel et se trouve dans une zone souvent appelée la « Mer », à cause de son abondance de constellations aquatiques telles la Baleine, les Poissons, Éridan, etc. Parfois, le fleuve Éridan est dessiné provenant du pot du Verseau.
En astrologie, le Verseau est également un signe du zodiaque correspondant au secteur de 30° de l'écliptique traversé par le Soleil du 21 janvier au 19 février. C'est dans ce sens qu'il y sert au repérage des déplacements planétaires.

## Nomenclature, histoire & mythologie

### En Mésopotamie
Nous avons, au départ, mul.GU.LA = Rabû, soit l’étoile du « Grand personnage » pour Alpha Aquarii / α Aqr dans les Listes de Nippur, datées de 2112-2004 av. è. c. On lit dans la Série MUL.APIN, qui est le premier traité d'astronomie mésopotamienne, découvert à Ninive dans la bibliothèque d'Assurbanipal et datant au plus tard de 627 av. è. c. : DIŠ mul.GULA d.é-a mul.NUN.ki d.é-a, ce qui signifie que « l’étoile GULA est celle du dieu Ea », sachant qu’ENKI = Ea est le seigneur de la Sagesse et des Eaux. Mais nous possédons déjà, sur un sceau cylindrique daté vers 2300 av. è. c., l’image de ce dieu tenant deux urnes versant chacune un courant d’eau.

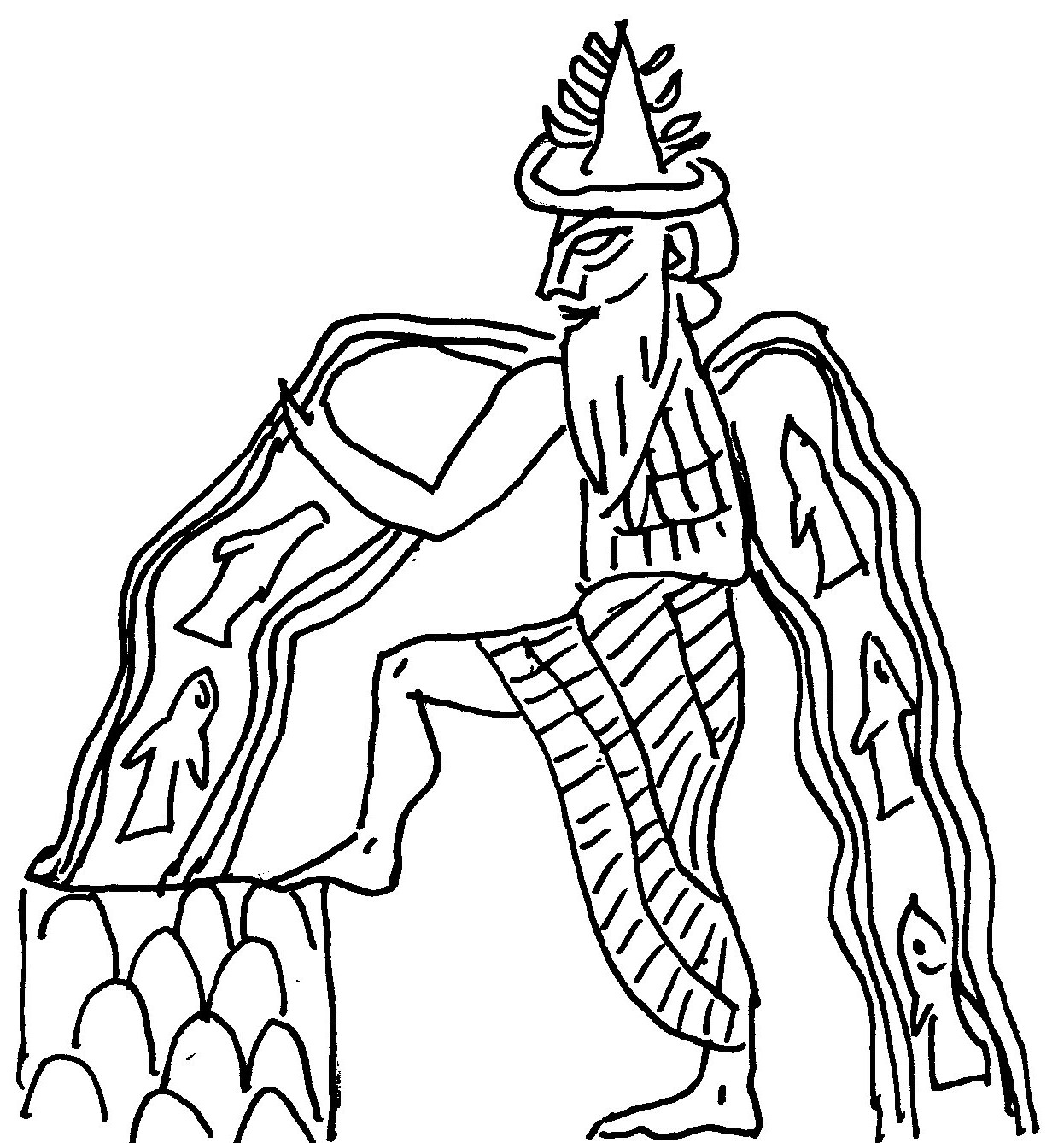
ENKI = Ea sur un sceau-cylindre daté vers 2300 av. è. c.

Par la suite, c’est-à-dire au début du 1er millénaire è.c., le ciel est organisé en constellations, c’est-à-dire que les étoiles sont désormais nommées par leur situation dans les figures célestes, les éphémérides, qui couvrent les événements astronomiques pratiquement sur le millénaire avant notre ère, ne retiennent aucune étoile-repère dans cette constellation, mais l'image traditionnelle du dieu ENKI = Ea s'impose comme figure de l'ancêtre d'Aquarius.

### En Grèce et à Rome

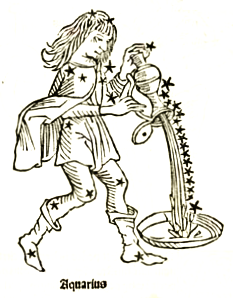
La figure dAquarius dans l’édition de 1482 du Poeticon astronomicon d’Hyginus, Venise.

Les Grecs font de cette constellation Ὑδροχόος, littéralement le « Verseur d’eau », attesté chez Eudoxe, mais ils ne manquent pas de l’adapter à leur propre goût mythologique. Ainsi, pour Ératosthène, certains soutiennent qu’il s’agit de Ganymède, l’échanson de Zeus, le flot qu’il déverse ressemblant au nectar dont il abreuve l'Olympe.
Les Latins ont le plus souvent rendu le nom grec de la constellation par Aquarius, et ce à partir de Cicéron dans ses Aratea, c’est-à-dire sa version latine des Φαινόμενα d’Aratos. Mais ils ont aussi, plus rarement, employé Hydrochoos, soit sa transcription, et diverses autre appellations, parmi lesquelles Urna et Amphora, qui se ressentent d’une influence orientale, sachant la constellation se dit en araméen דולא Dawla, « le Vase », influence probablement venue par ce qu’à côté de la Sphaera graecana, le philosophe Nigidius Figulus, ami de Cicéron, nommait la Spheara barbarica, et dont les riches matériaux furent constamment renouvelés par des apports réguliers de sources syriennes et mésopotamiennes.

### Chez les Arabes
Chez les Arabes, il faut distinguer le ciel traditionnel qui comprend les manāzil al-qamar ou « stations lunaires », et ciel gréco-arabe, c’est-à-dire celui que les astronomes classiques ont repris des Grecs au IXe siècle de notre ère.
Le ciel arabe traditionnel compte sur l’espace correspondant au Verseau quatre des dix astérismes de la série nommée السعود al-Suᶜūd, « les Propices », dont les levers héliaques s’étalaient de la mi-janvier au début mars, soit la période des pluies. Or trois de ces quatre astérismes correspondent à des manāzil al-qamar ou « stations lunaires » : ce sont, dans l’ordre des levers héliaques : سعد البلع Saᶜd Bulaᶜ, « la Propice de Bulaᶜ », pour le groupe εμν Aqr (23estation), سعد السعود Saᶜd al-Suᶜūd, « la Propice des Propices », pour le couple βξ Aqr (24estation), سعد الأخبية  Saᶜd al-Aḫbiyya, « la Propice des Caches », pour le groupe γζηπ Aqr (25estation). Seul l’astérisme سعد الملك  Saᶜd al-Malik, « la Propice du Roi », pour le couple αο Aqr, ne correspond pas à une station. Il faut noter que toutes ces étoiles ont fourni des noms empruntés aux Arabes dans les catalogues contemporains.

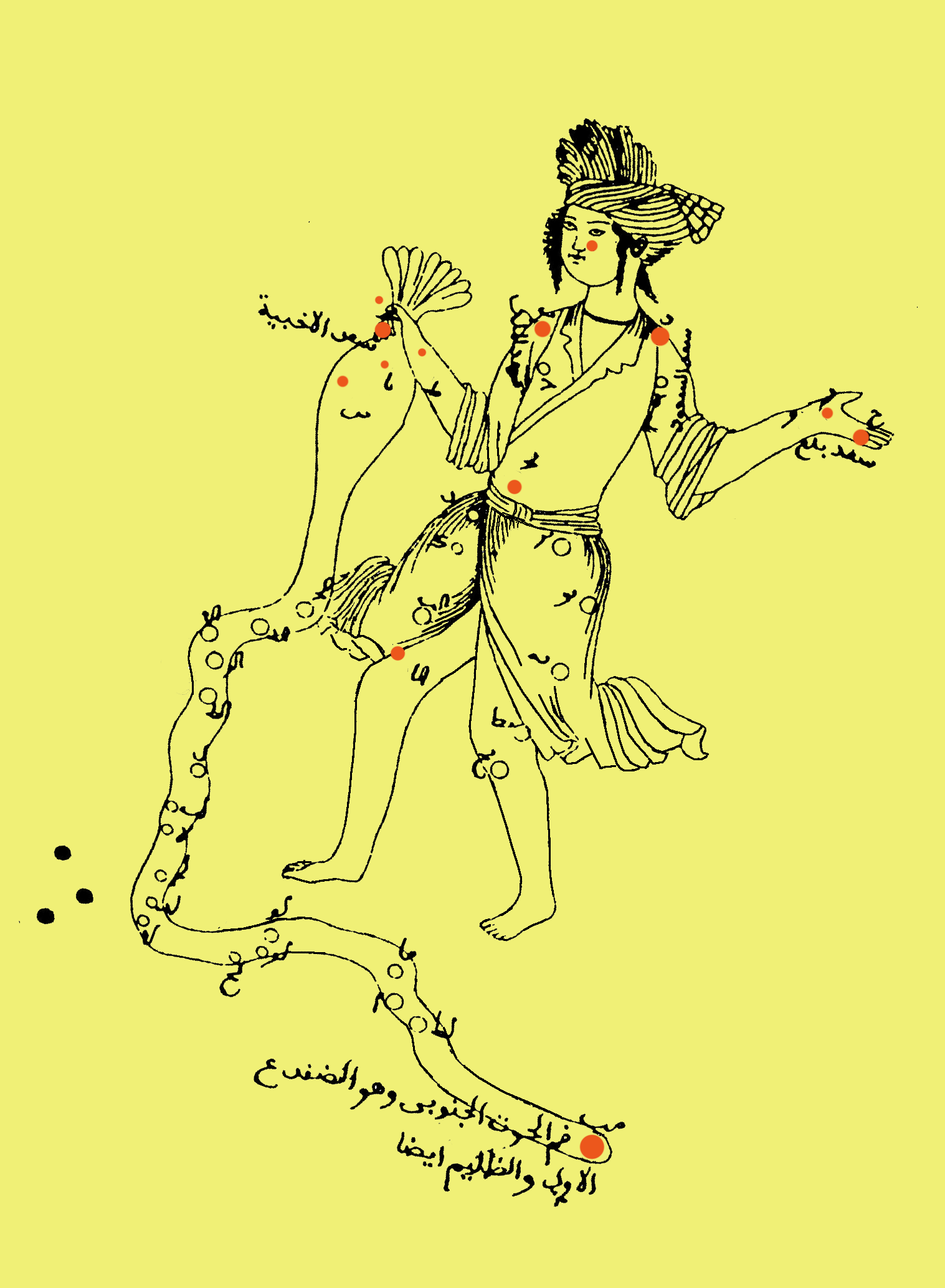
La figure de الدلو al-Dalw, « le Dalou, le Seau du puits », dans une copie du traité de ᶜAbd al-Raḥmān al-Ṣūfī, 1606, Saint-Pétersbourg.

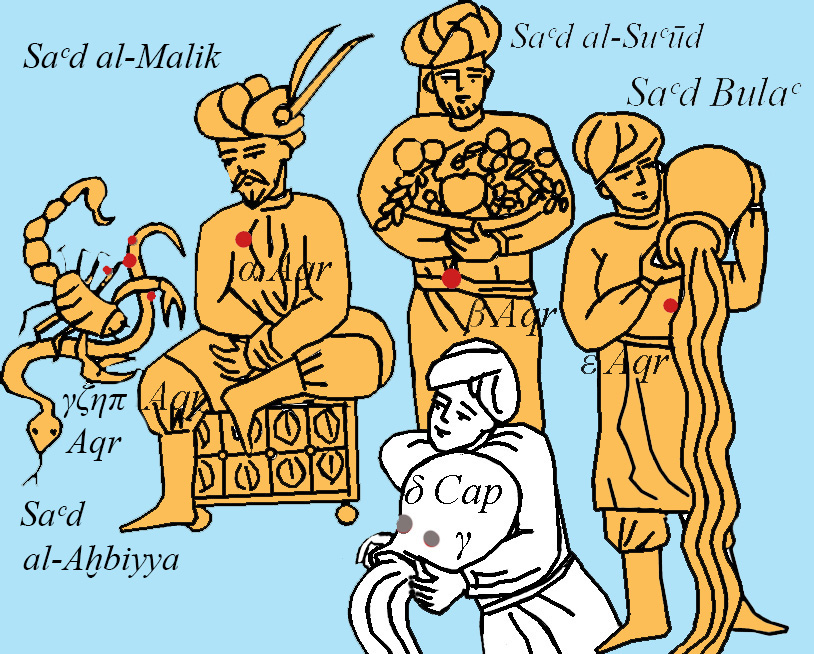
Le milieu de la série السعود al-Suᶜūd, « les Propices » dans le ciel arabe (Dessin de Roland Laffitte, 2012).

Quand les Arabes reprirent les constellations grecques, ils rendirent Ὑδροχόος par ساكب الماء Sākib al-Mā’, « le Verseur d’eau ». Mais ils utilisaient déjà pour 11e signe du zodiaque, attesté dans l’horoscope de fondation de la ville de Baghdad en 762, ainsi que nous rapporte l’érudit persan al-Bīrūnī, le nom arabe الدلو al-Dalw, « le Dalou », qui est, chez les Arabes, le seau de cuir qui sert à puiser l’eau du puits, nom venu de Babylone par l’araméen Dawla, qui est le même mot que l’akkadien dālu, de semblable signification, bien que le nom n’apparaisse pas dans des documents astronomiques ou astrologiques. Si bien que nous rencontrons ces deux noms concurremment dans le ciel des astronomes arabes hérité des Grecs.
Les catalogues contemporains fournissent aussi des noms d’étoiles empruntés aux Arabes dans le cadre du ciel gréco-arabe.

## Présentation

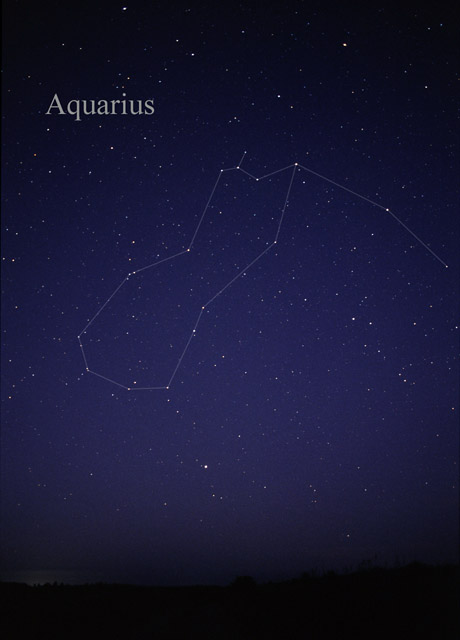
Constellation du Verseau.

Visibilité nocturne de la constellation.

## Objets célestes

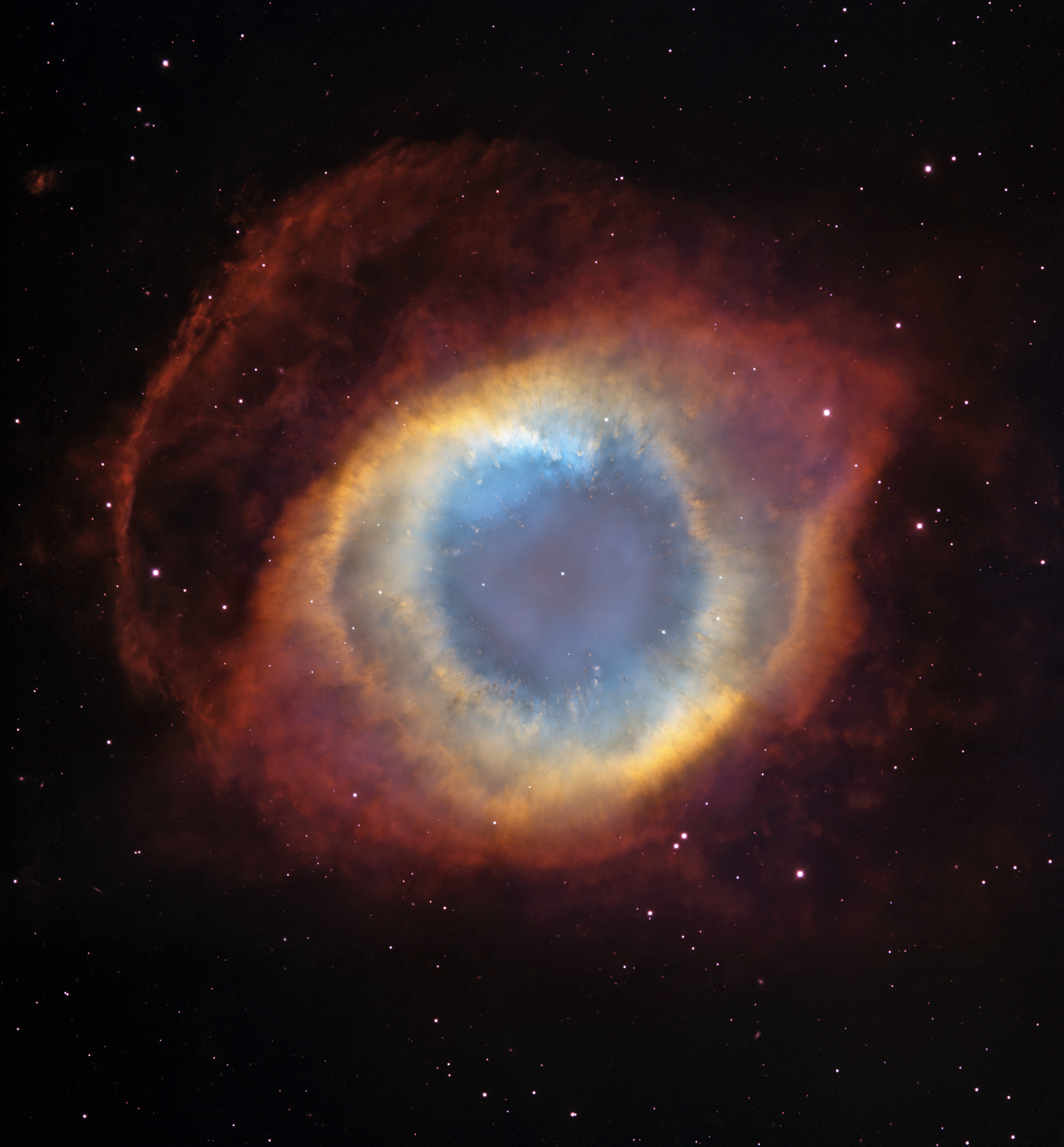
La nébuleuse planétaire NGC 7293, dite de l'Hélice, par le télescope spatial Hubble.

### En Europe

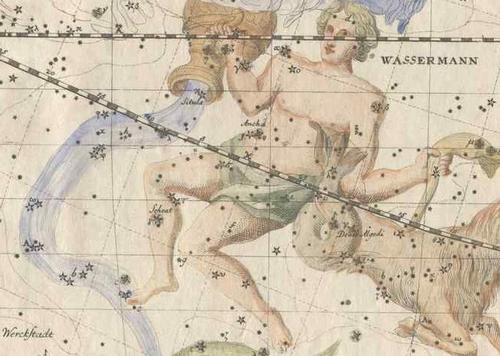
La figure d’Aquarius d'après l’Uranographia de Johan Elert Bode, Berlin, 1801.

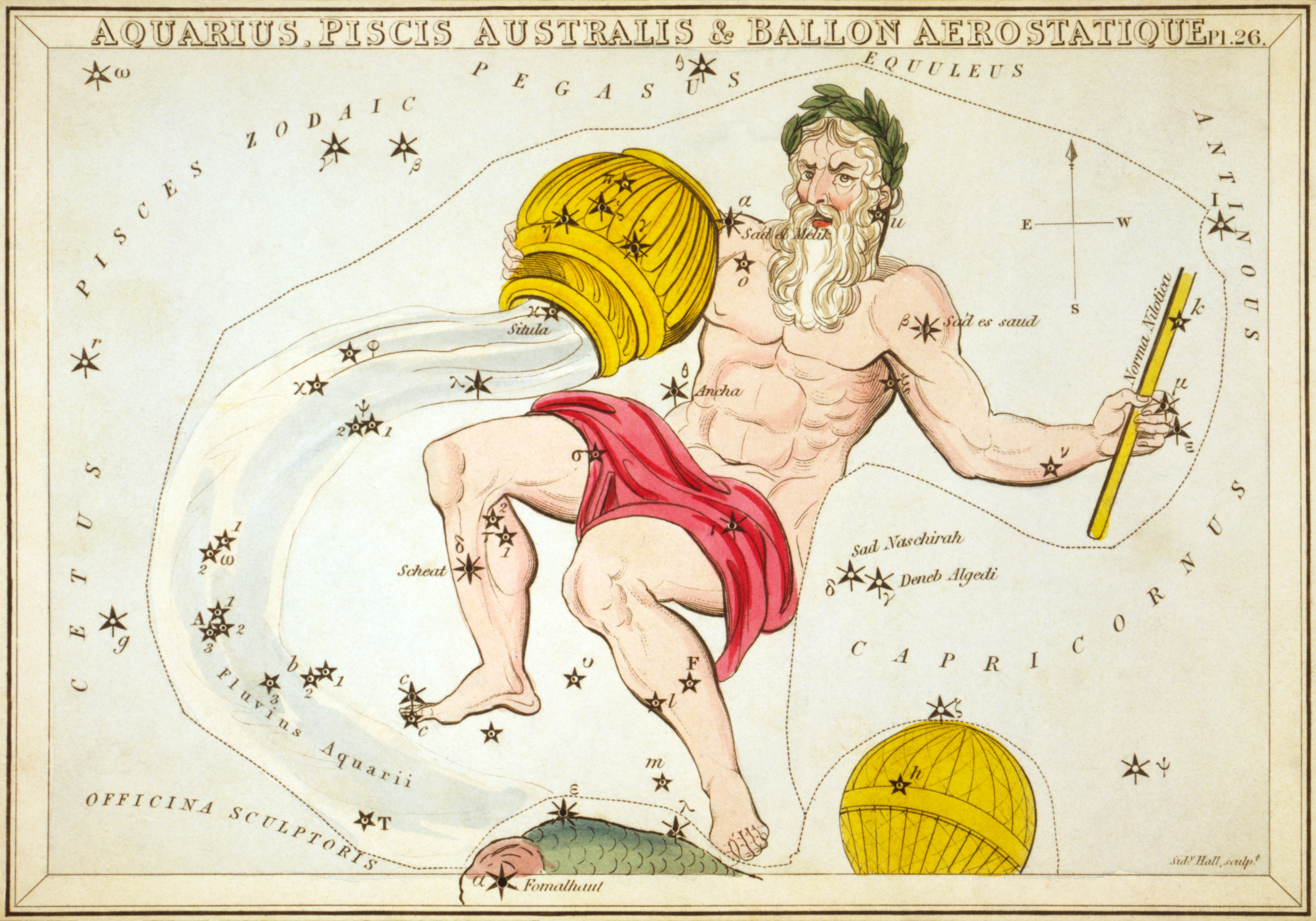
La figure d’Aquarius dans l’Urania's Mirror, Londres, 1824.

Au Moyen Âge, les clercs latins connaissaient le nom Aquarius par les encyclopédies et les quelques manuscrits des Aratea, c’est-à-dire les versions latines des Φαινόμενα d’Aratos, à leur disposition, mais ils connurent dès l’an mil le nom arabe de cette figure. Nous lisons ainsi, chez Gérard de Crémone (ca. 1175) :  Stallatio Idrudurus… & est Aquarius', qui reprend Isḥāq b. Ḥunayn, lequel écrit : كوكب اذروذوروس وهو الدلو kawkab Iḏrūḏūrūs … wa huwwa al-Dalw. À son époque, on ne lit pas encore le nom grec dans le texte, ce qui n’adviendra qu’à la Renaissance. Et l’on trouve par exemple, dans l’Uranometria de Johann Bayer (1603), une liste de noms connus dans les différentes langues, selon l’usage de l’époque : non seulement Ὑδροχόος, mais encore en particulier Arabibus Edeleu, soit la transcription de l’arabe الدلو al-Dalw, soit le nom de cette figure dans le ciel arabe traditionnel. Ces noms figurent encore dans plusieurs catalogues jusqu’à ce que la nomenclature approuvée en 1930 par l’Union astronomique internationale (UAI) ne chasse définitivement les appellations autres que Aquarius, à l’exception du grec Ὑδροχόος.